# Torrente Piciaro
Il torrente Piciaro è un affluente del fiume Savuto. La sua lunghezza è di 3,4 km e nasce presso il colle di Gisbarro a quota 1246m d'altezza sulla Sila.